# Nana (manga)
Nana (ナナ) is een Japanse shōjo manga, geschreven en getekend door mangaka Ai Yazawa. Nana verscheen maandelijks in het shōjo manga magazine Cookie. De verzamelde volumes (tankōbon) worden uitgegeven door Shueisha. Uitgeverij Kana brengt de Nederlandstalige vertalingen uit in België en Nederland. Er zijn 17 delen in het Nederlands verschenen. In het Japans verschenen er 21 delen en een speciale aflevering, maar nadat in juni 2009 werd bekendgemaakt dat Ai Yazawa in het ziekenhuis werd opgenomen, waar ze tot april 2010 bleef, werden er geen nieuwe afleveringen meer verwacht.
Er zijn twee verfilmingen van Nana: Nana: the movie en de sequel Nana 2.
Madhouse studios maakte een anime serie gebaseerd op een deel van de manga. De Nana anime telt 47 afleveringen, en werd van 2006 tot 2007 uitgezonden op het Japanse tv-netwerk Nippon Television.
Nana vertelt het verhaal van twee meisjes met dezelfde voornaam, Nana Osaki en Nana Komatsu. Ze ontmoeten elkaar op een treinreis naar Tokio, waar ze hun geluk gaan beproeven. Nana Komatsu wil in Tokio gaan wonen om bij haar vriendje en vrienden te zijn, Nana Osaki wil er doorbreken als punk zangeres. Uiteindelijk delen ze een appartement en ze worden goede vriendinnen.
Een belangrijk element in Nana is mode: Nana Osaki en haar bandleden kleden zich in punk-stijl, en verscheidene ontwerpen van Vivienne Westwood verschijnen in de manga. Yazawa toonde al eerder een grote voorliefde voor mode in haar werken Paradise Kiss en Gokinjo Monogatari, waar de hoofdpersonages modeontwerpers zijn.

## Personages
Nana Osaki (大崎ナナ)
Schijnbaar zelfverzekerde punk zangeres van de groep "Black Stones (BLAST)".
Nana Komatsu (小松奈々)
Wordt door Nana Osaki "Hachi" gedoopt (naar een Japans verhaal over de trouwe hond Hachiko, en eveneens een woordspeling). Hachi heeft een groot hart en wordt snel verliefd.

### Black Stones
Nobuo "Nobu" Terashima (寺島伸夫)
De gitarist van "BLAST". Erg energiek en kijkt op naar Ren.
Shinichi "Shin" Okazaki (岡崎真)
Basgitarist van "BLAST". Shin is met zijn 15 jaar de jongste in de groep. Wegens familiale problemen woont hij samen met Nobu. Hij heeft een bijverdienste als gigolo.
Yasushi "Yasu" Takagi (高木泰士)
Drummer en leider van "BLAST", en een vaderfiguur voor de andere bandleden. Yasu is het enige bandlid met een "echte" carrière naast de band, hij werkt als advocaat.

### Trapnest
Ren Honjo (本城蓮)
De gitarist van de succesvolle groep "Trapnest". Ren was de bassist in Nana Osaki's band, maar verliet Nana en zijn band om bij "Trapnest" te gaan spelen. "Trapnest" en "BLAST" zijn rivaliserende bands, toch hervatten Ren en Nana Osaki hun relatie wanneer ze elkaar terug tegenkomen in Tokio.
Naoki Fujieda (藤枝直樹)
Trapnests drummer, hij is meestal de vrolijke noot van de band en zorgt voor een "luchtige" sfeer
Reira Serizawa (芹澤レイラ)
Trapnests getalenteerde zangeres.
Takumi Ichinose (一ノ瀬巧)
De componist, basgitarist en leider van "Trapnest". Takumi is een workaholic.

### Hachi's vrienden en familie
Junko Saotome (早乙女淳子)
Nana Komatsu's nuchtere beste vriendin. Junko studeert kunst aan de universiteit in Tokio.
Kyosuke Takakura (高倉京助)
Kyosuke woont samen met Junko en studeert ook kunst.
Shouji Endo (遠藤章司)
Shouji is ook een kunststudent. Nana Komatsu verhuisde naar Tokio om bij hem te zijn.
Nami Komatsu (小松奈美)
De jongste zus van Hachi, ze is een Ganguro en de jongste van het gezin.
Nao Komatsu (小松奈緒)
De oudste zus van Hachi. Ze is getrouwd, maar gaat nog wel vaak naar haar ouderlijk huis.
Natsuko Komatsu (小松奈津子)
De moeder van Hachi, ze is aardig en een modelmoeder. Nana O. vindt haar cool.